# Chicago Med (seizoen 2)
Dit artikel vat het tweede seizoen van Chicago Med samen. Dit seizoen loopt van 22 september 2016 tot en met 11 mei 2017 en bevat drieëntwintig afleveringen.

## Rolverdeling

### Hoofdrollen
- Nick Gehlfuss - dr. Will Halstead
- Torrey DeVitto - dr. Natalie Manning
- Colin Donnell - dr. Connor Rhodes
- Brian Tee - dr. Ethan Choi
- Oliver Platt - dr. Daniel Charles
- Rachel DiPillo - dr. Sarah Reese
- S. Epatha Merkerson - hoofd S.H. Sharon Goodwin
- Yaya DaCosta - verpleegster April Sexton
- Marlyne Barrett - verpleegster Maggie Lockwood

### Terugkerende rollen
- Ato Essandoh - dr. Isidore Latham
- Patti Murin - dr. Nina Shore
- Jürgen Hooper - dr. Jason Wheeler
- Brennan Brown - dr. Sam Abrams
- Shiri Aljadeff - dr. Leah Bardovi
- Eddie Jemison - dr. Stanley Stohl
- Mekia Cox - dr. Robyn Charles
- Jeremy Shouldis - dr. Marty Peterson
- Lorena Diaz - verpleegster Doris
- Desmond Gray - paramedicus Desmond
- Cesar Jaime - paramedicus Cesar
- Courtney Rioux - paramedicus Courtney
- Marc Grapey - Peter Kalmick
- Peter Mark Kendall - Joey Thomas
- Nick Marini - Danny Jones
- Roland Buck III - Noah Sexton
- Jeff Hephner - Jeff Clarke
- Branscombe Richmond - Keoni
- Chris J. Johnson - Doug Kline
- Deron J. Powell - Tate Jenkins

### Cross-overrollen
- Jesse Spencer - luitenant Matthew Casey
- Taylor Kinney - luitenant Kelly Severide
- Eamonn Walker - commandant Wallace Boden
- Kara Killmer - hoofd-paramedicus Sylvie Brett
- Monica Raymund - brandweervrouw/paramedicus Gabriela Dawson
- Elias Koteas - rechercheur  Alvin Olinsky
- Sophia Bush - rechercheur Erin Lindsay
- Jesse Lee Soffer - rechercheur Jay Halstead
- Amy Morton - brigadier Trudy Platt

## Afleveringen
| Nr. | Aflevering | Titel                | Regisseur                | Schrijver(s)                                      | Selectie gastrollen | Uitzenddatum      |  |
| --- | ---------- | -------------------- | ------------------------ | ------------------------------------------------- | --- | ----------------- |  |
| 19 | 1          | Soul Care            | Arthur W. Forney         | Diane Frolov Andrew Schneider                     | Karen Aldridge - dr. Kendra Perrington Cordelia Dewdney - Cheryl Martin Kiki Layne - Emmie Miles Chuck Quinn - Ray                                                                    | 22 september 2016 |  |
| Dr. Manning en dr. Halstead behandelen een zwangere vrouw die een auto-ongeluk heeft overleefd, zij worden dan gedwongen om een keizersnede uit te voeren om de baby te redden. Dr. Choi begint in zijn nieuwe functie als hoofd spoedeisende hulp, en dr. Reese accepteert een stageplaats op de afdeling psychiatrie van dr. Charles. Dr. Charles krijgt dan te horen dat dr. Rhodes zijn nieuwe chef wordt. Ondertussen raakt dr. Manning gecharmeerd van de nieuwe student Jeff Clarke, dit tot grote frustratie van dr. Halstead.            |            |                      |                          |                                                   | |                   |  |
| 20 | 2          | Win Loss             | David Rodriguez          | Eli Talbert Safura Fadavi                         | Paul Ben-Victor - mr. McGregor Alex Hernandez - Javier Demetria McKinney - mrs. James Jennefer Ludwigsen - Gayle Eric C. Lynch - Andre Collin Geraghty - John                         | 29 september 2016 |  |
| Dr. Rhodes en dr. Manning behandelen twee aparte patiënten met hartproblemen. Dr. Halstead en dr. Charles behandelen een dakloze man met zicht problemen. Dr. Choi wordt achtervolgd door een United States Navy man, en moet ondertussen patiënten behandelen die slachtoffer zijn geworden van een bendeoorlog. |            |                      |                          |                                                   | |                   |  |
| 21 | 3          | Natural History      | Michael Waxman           | Stephen Hootstein Danny Weiss                     | Alexandra Grey - Denise Lockwood Marie Weiss - Amanda Kendrick-Dobbs Brian Grey - mr. Dobbs Kanya Iwana - Farah                                                                       | 6 oktober 2016    |  |
| Dr. Halstead behandeld Denise, de zus van Lockwood, die bij een auto-ongeluk betrokken raakte door tijdelijke blindheid. Later ontdekt dr. Halstead dat Denise een transgender is en lijdt aan prostaatkanker. Dr. Manning en Clarke proberen een patiënt te behandelen die geen Engels verstaat en spreekt. Dr. Reese en dr. Charles behandelen een zwangere vrouw wat later geen gewone zaak blijkt te zijn. Dr. Rhodes voert een ingewikkelde hartoperatie uit zonder de toestemming van zijn mentor dr. Latham.                               |            |                      |                          |                                                   | |                   |  |
| 22 | 4          | Brother's Keeper     | Stephen Cragg            | Jeff Drayer Joseph Sousa                          | Daniel J. Travanti - Edward Hall Victor Holstein - Tom Hall Abigail Boucher - Elizabeth Kline Alyssa Freeman - Hayley Kline                                                           | 13 oktober 2016   |  |
| Dr. Choi raakt in een situatie betrokken als hij een oudere patiënt wil laten opereren en dat zijn zoon dit wil tegenhouden. Dr. Manning en dr. Halstead krijgen te maken met een epidemie, wanneer een virus zich verspreidt naar verschillende patiënten. Dr. Reese en dr. Charles behandelen een patiënt met een heroïne verslaving en een overbezorgde moeder. De dochter van dr. Charles begin met haar nieuwe functie in het ziekenhuis op de epidemiologieafdeling                                                                         |            |                      |                          |                                                   | |                   |  |
| 23 | 5          | Extreme Measures     | Daisy von Scherler Mayer | Shelley Meals Darin Goldberg                      | Betty Buckley - Olga Barlow Anita Gillette - Ruth Tai'isha Davis - Michelle Kastpen Lawrence Grimm - Lawrence                                                                         | 20 oktober 2016   |  |
| Dr. Halstead, dr. Shore, April en Noah zijn aanwezig op een marathon waar zij een aangereden fietser behandelen, en moeten dan een lastige en moeilijke behandeling uitvoeren. Ondertussen behandelt dr. Manning een acht jaar oud meisje dat aan acuut haarverlies lijdt. Dr. Choi behandelt een dame op leeftijd die haar medicijnen niet meer inneemt en waarschijnlijke aan malnutritie lijdt. Goodwin heeft besloten om door te zetten met haar scheiding.                                                                                   |            |                      |                          |                                                   | |                   |  |
| 24 | 6          | Alternative Medicine | Eriq La Salle            | Diane Frolov Andrew Schneider                     | Haley Brooke Walker - Sharon Fisher Mildred Marie Langford - Cynthia Fisher Alyssa Freeman - Hayley Kline Abigail Boucher - Elizabeth Kline                                           | 27 oktober 2016   |  |
| Dr. Reese probeert de voormalig patiënt Danny te helpen, een tiener die betrokken is bij sekssmokkel. Zij wendt zich tot dr. Charles en rechercheur Lindsay om hem hierbij te helpen om hier uit te raken. Dr. Manning behandelt een jonge kankerpatiënt die een levensbedreigende wending krijgt. Dr. Halstead behandelt een patiënt met een ziekte in het maag-darmstelsel. Dr. Choi behandelt een jonge patiënte die experimenten op zichzelf uitvoert door kleine metalen voorwerpen in te slikken.                                           |            |                      |                          |                                                   | |                   |  |
| 25 | 7          | Inherent Bias        | Michael Waxman           | Stephen Hootstein Danny Weiss                     | Robert Gossett - Reggie Dixon Jurgen Hooper - Jason Wheeler Paloma Nozicka - Pamela                                                                                                   | 3 november 2016   |  |
| Er ontstaat een flinke spanning tussen Goodwin, dr. Choi en dr. Manning wanneer er een behandeling plaatsvindt op een oude liefde van Goodwin met een fatale ziekte. Dr. Reese blijft Danny behandelen, terwijl dr. Charles een operatie probeert tegen te houden die dr. Rhodes noodzakelijk acht. Ondertussen vraagt Noah aan dr. Halstead of hij huisvisite kan doen voor zijn app, en Sexton gaat zich verloven. |            |                      |                          |                                                   | |                   |  |
| 26 | 8          | Free Will            | Charles S. Carroll       | Jeff Drayer Joseph Sousa                          | Brenda Barrie - ms. Goff Abby Rose Merrill - Karrina Goff Nora Dunn - psychiater van Daniel Rob Campbell - mr. Wallace                                                                | 10 november 2016  |  |
| Dr. Halstead en dr. Manning ontmoeten een patiënt die een niertransplantatie nodig heeft, zijn broer is een match maar is hiv positief. Ondertussen ontdekt Sexton dat zij zwanger is, en is bang dat haar tuberculose behandeling haar baby kwaad doet. Dr. Rhodes en dr. Charles jr. beginnen met elkaar te flirten, dit tot ongenoegen van dr. Charles sr.. Dr. Reese ontvangt slecht nieuws, Danny is overleden. Dr. Choi behandelt een patiënt die in de gevangenis zit.                                                                     |            |                      |                          |                                                   | |                   |  |
| 27 | 9          | Uncharted Territory  | Patrick Norris           | Eli Talbert Safura Fadavi                         | Zabryna Guevara - Meghan Scott Ariana Burks - Bria Scott Michael William Freeman - Ricky Wade Jaylen Moore - Aamir Hammad Salar Ghajar - Cyrus Hammad Anish Jethmalani - Omid Hammad  | 5 januari 2017    |  |
| Dr. Choi gebruikt alle middelen om een gevecht tegen te houden, wanneer hij twee MMA vechters behandelt. Dr. Manning vraagt dr. Rhodes voor hulp wanneer zij een patiënt behandelt met ademhalingsproblemen. Dr. Charles en dr. Reese krijgen een discussie over een patiënt die een harttransplantatie nodig heeft. Sexton ontdekt complicaties met haar tuberculose behandeling, die haar zwangerschap in gevaar brengt. Clarke vertelt dr. Manning een geheim, en dit leidt ertoe dat zij haar relatie beëindigd.                              |            |                      |                          |                                                   | |                   |  |
| 28 | 10         | Heart Matters        | Fred Berner              | Darin Goldberg Shelley Meals                      | Zabryna Guevara - Meghan Scott Ariana Burks - Bria Scott Tyler Fischer - Felix Koslow Jerod Haynes - Darryl Windham Tiffany Oglesby - Kate Windham                                    | 12 januari 2017   |  |
| Lockwood wordt geconfronteerd met de politieagente die haar vorig jaar had gearresteerd voor obstructie van de wet. Wanneer de agente overlijdt aan haar verwondingen ontdekt zij dat Trudy Platt aan Sexton vraagt of zij helpt met de orgaandonaties voor persoonlijke redenen. Ondertussen behandelt dr. Halstead een jockey die een eetstoornis heeft. Dr. Rhodes behandelt een patiënte die een harttransplantatie nodig heeft, maar zij onthult later dat ze een terugslag heeft gehad.                                                     |            |                      |                          |                                                   | |                   |  |
| 29 | 11         | Graveyard Shift      | Alex Zakrzewski          | Diane Frolov Andrew Schneider                     | Tod Kent - radioloog Taylor Stafford Carlos Rogelio Diaz - Hank Logan Karissa Murrell Myers - Candace Leighton Justine C. Turner - Lucy Barton Nikea Gamby-Turner - Joanne Richmond   | 19 januari 2017   |  |
| Tijdens de nachtdienst voelen alle medewerkers de gevolgen hiervan. Dr. Reese wordt gedwongen om enkele families in te lichten dat hun dierbaren zijn overleden. Goodwin belt dr. Rhodes op om naar het ziekenhuis te komen, om daar een zieke pandabeer met een zeldzame ziekte te behandelen. Dr. Halstead wordt achtervolgd door een patiënt, en alleen om te ontdekken dat hij tijdens zijn shift vergiftigd is. |            |                      |                          |                                                   | |                   |  |
| 30 | 12         | Mirror Mirror        | Vincent Misiano          | Stephen Hootstein                                 | Nora Dunn - psychiater van Daniel Rosie Benton - Laura Green Caroline Heffernan - Ariel Green Brian McCartney - Ed Mikulski Louis C. Giordano - Rey Ochoa Gino Montesinos - Leo Ochoa | 2 februari 2017   |  |
| Dr. Manning en dr. Charles behandelen een patiënt waarvan de dochter dezelfde symptomen blijkt te hebben. Dr. Choi en Clarke belanden in een gevaarlijke situatie bij een x-ray scan, wanneer hun patiënt een geladen wapen in zijn rectum blijkt te hebben. Dr. Halstead raakt geïrriteerd, wanneer dr. Stohl hem achtervolgt met een camera voor een promotiefilm. Dr. Latham onthult aan dr. Rhodes dat hij recentelijk te horen heeft gekregen dat hij lijdt aan het syndroom van Asperger.                                                   |            |                      |                          |                                                   | |                   |  |
| 31 | 13         | Theseus' Ship        | Kenneth Johnson          | Jeff Drayer                                       | Julie Ariola - ms. Holloway Leah Karpel - Grace Snow Connor McNamara - Mark Scott Cameron Knight - Adam Moore Zach Thomas - Gabe Moore                                                | 9 februari 2017   |  |
| Dr. Manning behandelt een jonge kankerpatiënt die geen recept heeft gekregen voor zijn chemotherapie, en ontdekt later dat zijn kanker is geslonken ondanks hij geen chemo heeft ondergaan. Dr. Choi, dr. Charles sr. en dr. Reese behandelen een vrouw die lijdt aan een gespleten persoonlijkheid. Dr. Halstead en dr. Charles jr. proberen een vrouw te behandelen die iedere hulp weigert. Dr. Rhodes en dr. Latham bezoeken een ander ziekenhuis om daar een aparte medische procedure uit te voeren.                                        |            |                      |                          |                                                   | |                   |  |
| 32 | 14         | Cold Front           | Michael Waxman           | Diane Frolov Andrew Schneider Danny Weiss         | Laura Heisler - Susan Porter Cyrus Alexander - Blake Porter Scott Morehead - Jack Kellogg Erica Hubbard - Dina Morris H.B. Ward - Rod Winter                                          | 16 februari 2017  |  |
| Het ziekenhuis wordt overspoeld met patiënten die gewond zijn geraakt in een blizzard. Dr. Manning en dr. Halstead dwingen een patiënt tot het maken van een beslissing voor het uitvoeren van een bloedtransfusie. Dr. Choi behandelt een brandslachtoffer die op sterven ligt, en afscheid wil nemen van zijn vrouw. Dr. Rhodes wordt gedwongen tot een noodoperatie op een patiënt die een bloedziekte heeft. Dr. Charles ontmoet een geïrriteerde patiënt die zijn herhalingsrecept probeert te verzilveren.                                  |            |                      |                          |                                                   | |                   |  |
| 33 | 15         | Lose Yourself        | David Rodriguez          | Eli Talbert                                       | Ashley Grace - Melody Sayers Joseph Kibler - Nick Samantha Marie Ware - Julia Coburn Goss - Edward Thompson Linda Reiter - mrs. Pepper Rick Uecker - mr. Pepper                       | 2 maart 2017      |  |
| Dr. Rhodes behandelt een patiënt die van een 30 verdiepingen hoog gebouw is gevallen, dit leidt tot een groot mediacircus. Sexton krijgt slecht nieuws dat haar baby op dezelfde tijd gestorven is toen zij een patiënt behandelde met hartklachten. Dr. Choi en dr. Manning behandelen een patiënt met een dwarslaesie, en ontdekken dat hij een experimentele behandeling ondergaat om zijn verlamming ongedaan te maken. Dr. Reese behandelt een patiënt die mensen in nood helpt.                                                             |            |                      |                          |                                                   | |                   |  |
| 34 | 16         | Prisoner's Dilemma   | Laura Belsey             | Joseph Sousa                                      | Jenny Bacon - Angela Azen Guy Massey - Dave Azen Doris Morgado - Zulmira Céspedes Morgan Lily - Nancy Leigh Isabella Blythe Suarez - Bruna Cespedes                                   | 9 maart 2017      |  |
| Dr. Manning behandelt een patiënt in coma die zwanger is, maar ontdekt later dat de patiënt in verlamde toestand verkeert door een vermoedelijke beroerte. Na een leerzaam bezoek aan een psychiatrische instelling, ontmoet dr. Reese een tiener die volgens haar niet in deze instelling thuishoort. Dr. Rhodes en dr. Latham opereren een jonge vrouw die tijdens een vliegreis in elkaar is gestort, terwijl Dr. Choi, Sexton en Clarke haar moeder behandelen die bolletjes met cocaïne in haar buik heeft.                                  |            |                      |                          |                                                   | |                   |  |
| 35 | 17         | Monday Mourning      | Fred Berner              | Jeff Drayer Danny Weiss Paul R. Puri              | Amanda Leigh Cobb - Cheryl Banks Josh Bywater - David Banks Kelvin Roston - mr. Roth Ann Joseph - mrs. Roth Alex Henderson - Kevin Roth Roderick Peeples - Jim Kessler                | 16 maart 2017     |  |
| Het personeel van het ziekenhuis rouwt om het verlies van een medewerker die zelfmoord heeft gepleegd. Dr. Choi en dr. Halstead raken met elkaar in conflict bij de behandeling van een patiënt die symptomen heeft van een beroerte. Dr. Manning behandelt een jongen die in een bevroren rivier is gevallen. Sexton maakt een belangrijke beslissing over haar relatie nadat zij een miskraam heeft gehad. |            |                      |                          |                                                   | |                   |  |
| 36 | 18         | Lesson Learned       | Michael Pressman         | Safura Fadavi                                     | William R. Moses - Sean Adams Lia D. Mortensen - mrs. Adams Jason Gerhardt - Mitch Jacobs Jean Moran - dr. Bella Rowan Casey Tutton - Monique Lawson                                  | 30 maart 2017     |  |
| Dr. Halstead maakt snelle en moeilijke beslissingen wanneer hij een patiënt behandelt die zijn leraar was tijdens zijn medische studie. Dr. Rhodes voert een gevaarlijke operatie uit op een jongen, en dit resulteert in een mogelijke amputatie van zijn arm. Dr. Charles en dr. Reese behandelen een patiënt met mogelijke zelfmoordneigingen, en dit naar hen ontkent. Lockwood neemt een agressieve houding aan wanneer zij een nieuwe verpleegster inwerkt. Dr. Reese heeft het nog steeds moeilijk na het verlies van de overleden dokter. |            |                      |                          |                                                   | |                   |  |
| 37 | 19         | Ctrl Alt             | Valerie Weiss            | Stephen Hootstein Jason Cho                       | Joseph Morales - Chad Rawls Gregory Alan Williams - Bert | 6 april 2017      |  |
| Het computersysteem van het ziekenhuis wordt gehackt door een onbekende dader, en om dit op te heffen moet het ziekenhuis losgeld betalen. Goodwin wordt geconfronteerd met haar ex-man, wanneer hij zijn nieuwe vriendin naar het ziekenhuis brengt omdat zij gewond is. Dr. Choi behandelt een moeilijke patiënt die gewond is door een pistoolschot. Dr. Reese begint te vermoeden dat zij door dr. Charles sr. de psychiatrische afdeling moet verlaten. Dr. Rhodes begint zich zorgen te maken over het gedrag van dr. Charles jr..          |            |                      |                          |                                                   | |                   |  |
| 38 | 20         | Generation Gap       | Stephen Cragg            | Shelley Meals Darin Goldberg                      | Lenne Klingaman - Emilia Bohlen Joey Luthman - Elliot Gallagher Louis Herthum - Pat Halstead Bart Shatto - Stan Gallagher Polly Lee - Debbie Gallagher                                | 13 april 2017     |  |
| Dr. Halstead vraagt dr. Rhodes voor hulp als zijn vader tegen zijn wil wordt opgenomen met een falend hart. Ondertussen krijgt dr. Choi te maken met een tiener die worstelt met zijn seksuele behoeftes. Dr. Manning en Clarke proberen een kind te helpen die achtergelaten is door zijn werkende moeder. Dr. Rhodes vraagt dr. Charles sr. zijn dochter te confronteren met haar grillig gedrag. Dr. Reese geeft les opvoeding aan een klas op highschool, en gebruikt hiervoor babypoppen.                                                    |            |                      |                          |                                                   | |                   |  |
| 39 | 21         | Deliver Us           | Holly Dale               | Jeff Drayer Joseph Sousa                          | Madison Dirks - Matt Parkes Joshua Satine - Sam Parks Callie Brook McClincy - Leah Parks Kenneth Choi - David Kwon                                                                    | 27 april 2017     |  |
| Dr. Rhodes en dr. Manning proberen een zwangere patiënte met ademhalingsproblemen te behandelen terwijl zij bezig is met haar dochter die lijdt aan kanker. Ondertussen vraagt dr. Charles sr. aan dr. Reese om zijn dochter te evalueren, maar betrapt haar later erop dat zij haar neus in de hele behandeling steekt. Dr. Choi komt in aanvaarding met Noah, de broer van April, wanneer de stage op de afdeling begint. |            |                      |                          |                                                   | |                   |  |
| 40 | 22         | White Butterflies    | Eriq La Salle            | Stephen Hootstein Eli Talbert                     | Jennifer Landon - Janelle Nicholson Tim Martin Gleason - Kevin Nic Few - Gary Foster                                                                                                  | 4 mei 2017        |  |
| Nadat Robin is opgenomen op de psychiatrische afdeling daagt dr. Rhodes dr. Charles sr. en dr. Reese uit om met een plan te komen om haar hieruit te krijgen. Ondertussen helpt dr. Manning rechercheur Halstead nadat de behandeling van een jonge patiënt een misdaad wordt. dr. Choi en April hebben een meningsverschil over de gezondheid van een patiënt. |            |                      |                          |                                                   | |                   |  |
| 41 | 23         | Love Hurts           | Michael Waxman           | Diane Frolov Andrew Schneider Gabriel L. Feinberg | Norma Kuhling - dr. Ava Bekker Scott Morehead - Jack Kellogg Kenneth Choi - dr. David Kwon Paola Sanchez Abreu - Sammie Sullivan                                                      | 11 mei 2017       |  |
| Robin wordt weer gedwongen opgenomen op de psychiatrische afdeling, en daar benadert dr. Reese haar met een ander plan om haar te kunnen genezen. Dr. Reese ontdekt dan dat Robin een hersentumor heeft wat haar uitbarstingen kan verklaren. Ondertussen probeert dr. Halstead zijn gevoelens te onderdrukken naar dr. Manning wanneer zij samen aan een patiënt werken. April probeert dr. Choi te ontwijken na hun laatste confrontatie. |            |                      |                          |                                                   | |                   |  |